# 브로민화 은
브로민화은(silver bromide, AgBr) 또는 취화은(臭化銀)은 할로젠화은의 일종으로 은의 취화물이다. 브로민과 은의 화합물로 색깔은 담황색 결정이고, 화학식은 AgBr이다. CAS 등록 번호는 [7785-23-1]이다. 브로민화은은 특수한 감광성으로 잘 알려져 있다. 이러한 성질 때문에 브로민화은은 사진용 필름이나 인화지 등에 감광제로 사용된다. 자연에서는 브로미라이트(bromyrite, 취은석)라고 하는 광물에서 발견된다.

## 제법
브로민화은(AgBr)은 일반적으로 브로민화물 이온(보통 브로민화칼륨을 사용)을 포함한 용액에 질산은 수용액을 반응시켜서 생긴 침전으로서 생성한다.
AgNO3(aq) + KBr(aq) → AgBr(s)+ KNO3(aq)

## 성질
브로민화은은 녹는점 432 °C, 비중 6.47이다. 물에는 거의 녹지 않는다. 20°C에서 용해도는 0.02mg/100ml이다.
AgBr {\displaystyle \rightleftarrows \ } Ag+(aq) + Br−(aq),   Ksp = 4×10−13
사이안화 알칼리, 싸이오황산나트륨 수용액에는 착체를 생성해서 용해하고, 암모니아수에는 소량 용해한다.
AgBr + 2 CN− {\displaystyle \rightleftarrows \ } [Ag(CN)2]− + Br−,   K = 1.2×108
AgBr + 2 S2O32− {\displaystyle \rightleftarrows \ } [Ag(S2O3)2]3− + Br−,   K = 11
AgBr + 2 NH3 {\displaystyle \rightleftarrows \ } [Ag(NH3)2]+ + Br−,   K = 8×10−6
농후한 취화물의 수용액에도 착체를 생성해 다소 용해한다.
AgBr + 3 Br− {\displaystyle \rightleftarrows \ } [AgBr4]3−,   K = 3×10−4
띠틈은 2.5 eV이다. 브로민화은은 빛에 의해 분해되기 때문에 사진의 감광제로 이용되고 있다.

## 반응
브로민화은은 암모니아 수용액과 반응하여 다양한 종류의 아민 화합물을 생성한다.
AgBr + nNH3 → Ag(NH3)21+
{AgBr(NH3)2} 
 {AgBr2(NH3)2}1- 
 {AgBr(NH3)} 
 {AgBr2(NH3)}1-
브로민화은은 트리페닐포스핀과 반응하여 3가물을 생성한다.

## 결정 구조
브로민화은의 결정은 염화 나트륨형 구조이며, 그 격자 정수는 a = 5.768 Å, Ag－Br 결합 거리는 2.88 Å이다.
| Face-centered cubic structure | Rock-salt structure |
| 면심 입방 구조                | 암염 구조           |

## 같이 보기
- 브로미라이트
- 브로마이드
- 할로젠화은
- 사진술